# Сандул Валентин Олексійович
Валентин Олексійович Сандул (29 вересня 1933) — український новинар, краєзнавець. Член Національної спілки журналістів України (1961), член Національної спілки краєзнавців України (1973), член Авіакосмічного т-ва України (1987).

## Життєпис
Народився 29.09.1933 року у с. Каніж Новомиргородського району Кіровоградської області. Закінчив історичний факультет Одеського Національного університету імені І. І. Мечникова (1973), Київський філіал Всесоюзного інституту підвищення кваліфікації працівників телебачення і радіомовлення (1982).
1961—1978 р.р. — літературний співробітник газети «Кіровоградська правда», редактор обласного комітету по радіомовленню і телебаченню, власний кореспондент Українського радіо по Кіровоградській області.
1978—1983 р.р. — ст. науковий співробітник сектору преси Черкаського філіалу Весоюзного НДІ техніко-економічних показників у хімічній промисловості, ст. редактор Черкаського обласного комітету по радіомовленню.
1983—1993 р.р. — завідувач редакції видавничого відділу т-ва «Знання» України (м. Київ).
1993—2001 р.р. — співробітник Національної телекомпанії України, заступник головного редактора радіостудії «Майдан» Київської державної регіональної телерадіокомпанії.
Автор і співавтор 8 книг та понад 1330 статей з біографістики, наукового, історичного, літературного та мистецького краєзнавства, історії 2-ї світової війни, авіації, ракетобудування і космонавтики в газ. «Урядовий кур'єр», «Народна газета», «Українська газета плюс», «Демократична Україна» та в інших. Опублікував матеріали в Географічній енциклопедії України (К., 1992, т.2), Енциклопедії сучасної України, яку видає Інститут енциклопедичних досліджень НАН України (початок 2001), Енциклопедії історії України (К., 2007, т.4, 2009, т.6).
Член Національної спілки журналістів України (1961), член Національної спілки краєзнавців України (1973), член Авіакосмічного т-ва України (1987). Має державні нагороди.
Літ.: Імена України (біограф. Енциклопед. словник) К.,2007, «Фенікс», С.452-453.